# Itacoris
Itacoris is een geslacht van wantsen uit de familie van de Miridae (Blindwantsen). Het geslacht werd voor het eerst wetenschappelijk beschreven door José Cândido de Melo Carvalho in 1947.

## Soorten
Het genus bevat de volgende soorten:

- Itacoris nigrioculis Carvalho, 1947
- Itacoris peruanus Carvalho, 1991
- Itacoris pugasi Carvalho, 1953
- Itacoris trimaculatus Maldonado, 1969